# 江戸川区立新田小学校
江戸川区立新田小学校（えどがわくりつ しんでんしょうがっこう）は、東京都江戸川区西葛西8丁目にある公立小学校。

## 沿革
- 1981年（昭和56年）
  - 4月1日 - 江戸川区立第七葛西小学校より分離し、江戸川区立新田小学校として開校。第七葛西小学校から児童397名移籍。開校時点の学級数14・児童数518名。
  - 11月17日 - 開校と施設完成の両記念式典挙行。

## 児童数
2022年（令和4年）4月6日時点
| 学年   | 1年 | 2年 | 3年 | 4年 | 5年 | 6年 | うみかぜ学級 （特別支援学級） | 合計 |
| ------ | --- | --- | --- | --- | --- | --- | ----------------------------- | ---- |
| 学級数 | 2   | 2   | 2   | 2   | 2   | 2   | 3                             | 15   |
| 児童数 | 52  | 47  | 52  | 44  | 49  | 43  | 23                            | 310  |

## 教育目標
- よく考える子（豊かに考え、深めていく子を育てる）…重点目標
- 思いやりのある子（思いやりの心を大切にする子を育てる）
- 体をきたえる子（明るく活発な子を育てる）

## 学区
出典
- 西葛西8丁目（全域）
- 中葛西7丁目（1番～16番）

## 進学先中学校
出典
- 江戸川区立葛西第三中学校

## アクセス
- 都営バス「西葛20甲」・「西葛20乙」・「西葛27」・「錦22」・「両28」・「両28出入」・「臨海22」・「臨海28-3」・「新小29-2」の各系統で、「中葛西七丁目」停留所下車後、
  - 「のりば1」から、徒歩約310m・約4～5分。
  - 「のりば2」から、徒歩約290m・約4～5分。
  - 「のりば3」から、徒歩約300m・約4～5分（葛西中央通りを跨ぐ横断歩道橋経由）。
  - 「のりば4」から、徒歩約160m・約2～3分。
    - なお、「中葛西七丁目」停留所は、「深夜03」系統も停車するが、学校開放時間外の運行となる。
- 東京メトロ東西線西葛西駅（南口）から、
  - 徒歩約1.4km弱・約21分。
  - 上述の都営バス「西葛20甲」・「西葛20乙」・「臨海22」・「西葛27」・「両28」に乗車し、「中葛西七丁目」停留所下車後、徒歩。
- JR東日本京葉線葛西臨海公園駅から、
  - 徒歩約1.8km弱・約27分。
  - 上述の都営バス「西葛20乙」・「両28」・「臨海22」・「臨海28-3」・「錦22」に乗車し、「中葛西七丁目」停留所下車後、徒歩。

## 学校周辺
- 葛西中央通り（江戸川区道）
- 東京都住宅供給公社（JKK東京）新田第二住宅 - 江戸川区道をはさんで、敷地が隣接。
  - なお、学校周辺には、上述の「JKK東京新田第二住宅」以外のマンション・アパートなどが広がっている。
- 新田小学校学童クラブ - 江戸川区道をはさんで、敷地が隣接。なお、当学童クラブは、本校校舎内及び同一敷地内には無く、前述のJKK東京新田第二住宅（6号棟）と同一建物内にある。
- 社会福祉法人えどがわ新田おひさま保育園 - 進級前保育園のひとつで、JKK東京新田第二住宅6号棟と同一建物内にある。
- 江戸川区立葛西防災公園 - 江戸川区道をはさんで、敷地が隣接。
- 新田はらっぱ公園 - 江戸川区道をはさんで、敷地が隣接。
- 新左近川
  - 親左近川親水公園
  - 葛西ラグビースポーツパーク